# Rapto de las Sabinas (Giambologna)
El Rapto de las Sabinas o el Rapto de la Sabina es una escultura realizada en mármol  obra de Juan de Bolonia escultor franco-flamenco activo en Florencia en el siglo XVI. La escultura formaba parte de la colección ducal de
en la plaza de la Señoría de la ciudad.
Juan de Bolonia en 1581 comenzó lo que se considera su obra maestra, el Rapto de las Sabinas, finalizado alrededor de 1582. Al parecer, la escultura no fue producto de un encargo y se llevó a cabo por el autor como una demostración de virtuosismo. Cuando Francisco I de Médici vio la obra se entusiasmó y ordenó su instalación en la Loggia dei Lanzi, cerca del Palazzo Vecchio. La presencia allí de la obra Perseo con la cabeza de Medusa de Benvenuto Cellini, que representaba el triunfo del bien sobre el mal y el símbolo de la victoria de los Médici en Florencia después de haber sido expulsados de la ciudad en 1494, hizo al autor pensar en un tema relacionado con que bautizar su trabajo, decidiéndose por la historia del rapto de las sabinas, ya una vez colocada la pieza en la plaza.

## Autor

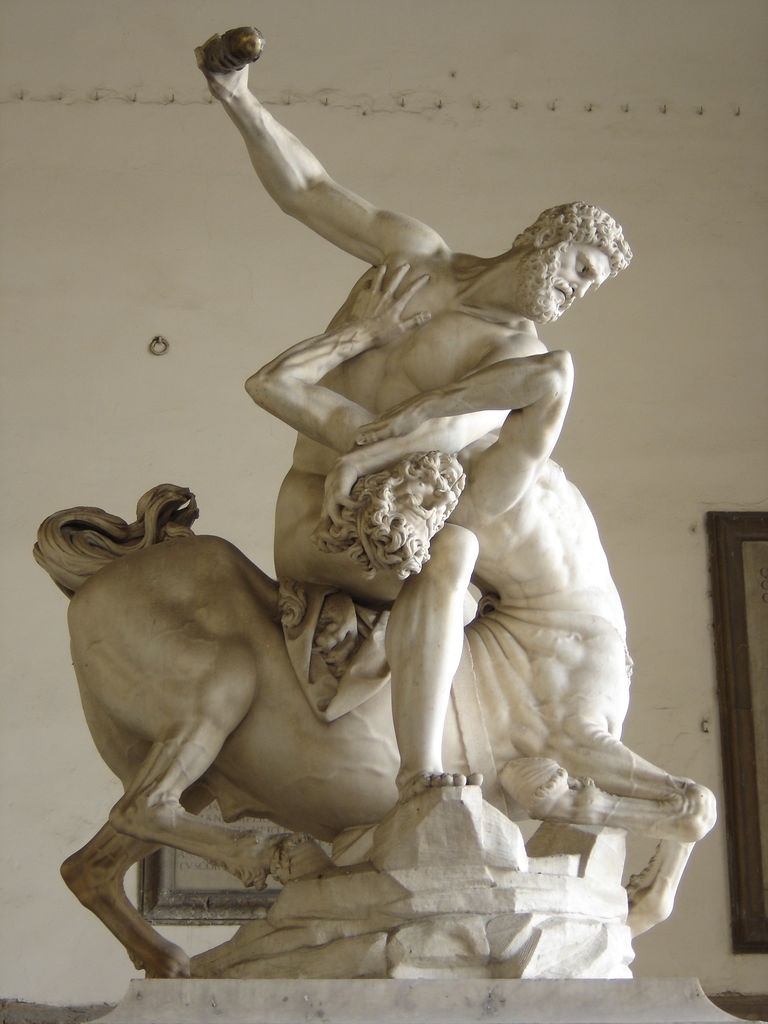
Hércules y el centauro Neso, obra de Giambologna donde se ve el estilo manierista del autor.

Jean de Boulogne conocido como Giambologna, nacido en Flandes, se formó en su país con el escultor Jacques du Broeuq, viajó y permaneció en Italia donde realizó la mayor parte de sus esculturas. Cuando presentó una escultura suya a Miguel Ángel, este se la criticó por intentar acabarla minuciosamente sin antes haber realizado un estudio previo, esta lección no la olvidó Giambologna, que a partir de entonces, ejecutó siempre gran cantidad de bocetos en cera o arcilla antes de realizar sus obras finales y que siempre tuvo cierta inspiración con la obra del gran maestro florentino. Trasladado a Florencia, sus esculturas muestran una técnica y una perfecta anatomía del cuerpo humano con referencias helenísticas como en el grupo de Hércules y el centauro Neso. A partir de 1561 estuvo bajo la protección de Francisco I de Médici, del que recibió el primer encargo de una gran escultura en mármol que representara una alegoría política: la Victoria de Florencia sobre Pisa, aquí demostró la composición de unas curvas en espiral con dos figuras dentro de un volumen cónico, poco más tarde realizó el grupo de Sansón y el filisteo que recuerda la admiración que sentía por Miguel Ángel, así llegó a la realización de su gran obra maestra el Rapto de las Sabinas que también fue adquirida por Francisco I de Mèdici. Una de sus últimas esculturas fue la Estatua ecuestre de Cosme I de Médici. Falleció en Florencia el año 1608.
Giambologna ejerció una gran influencia en sus contemporáneos y después de su fallecimiento, en Italia y en el Norte de Europa. Entre sus discípulos y seguidores se encuentran Adrián de Vries, Hubert Gerhard y Han Reichle o Pierre Puget y Gian Lorenzo Bernini.

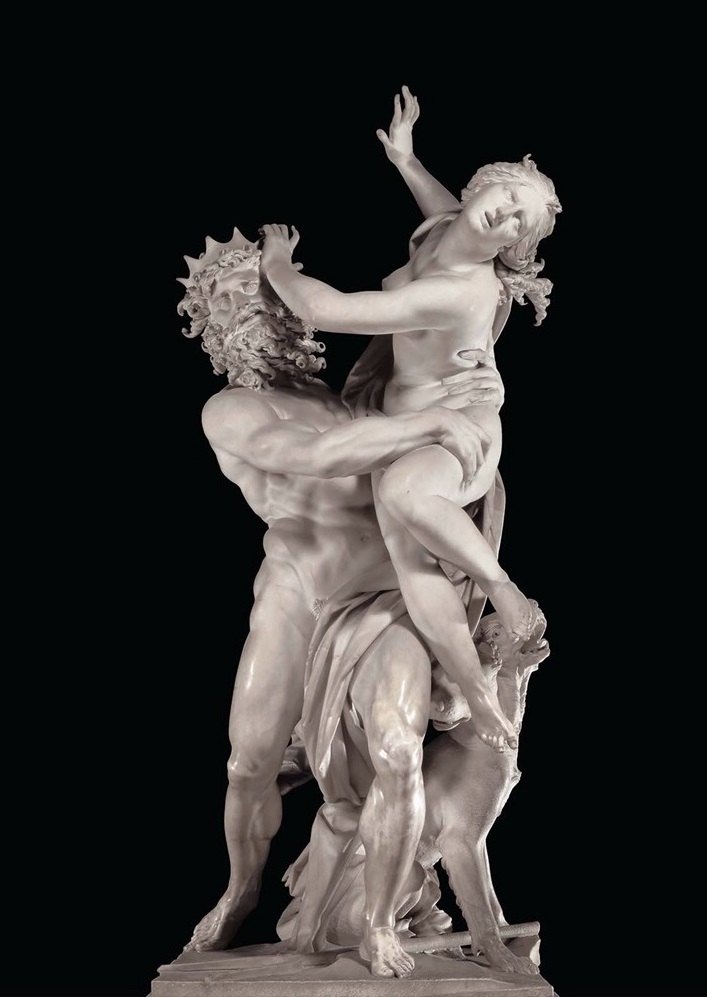
El rapto de Proserpina de Gian Lorenzo Bernini
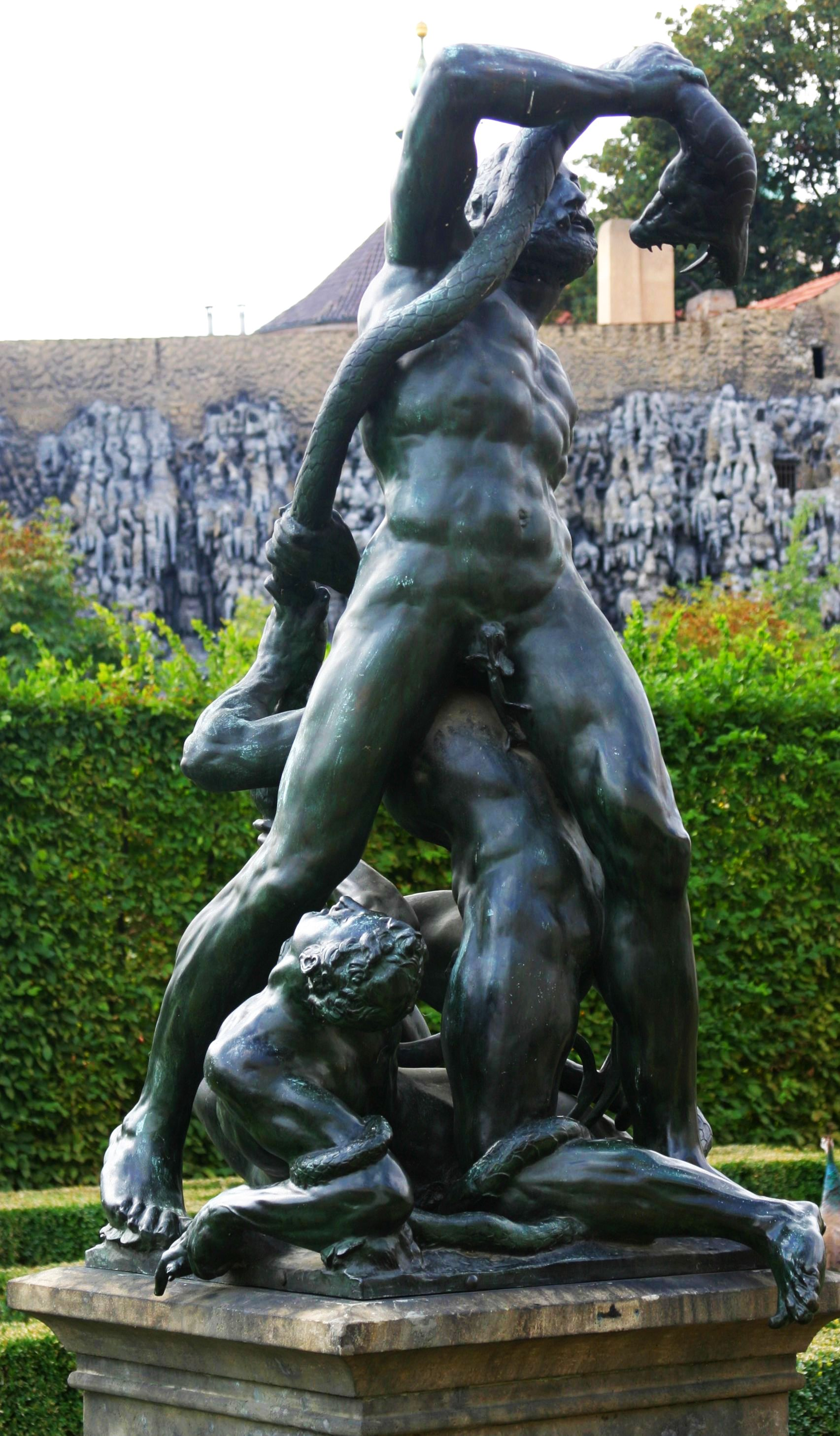
Laocoonte de Adrián de Vries
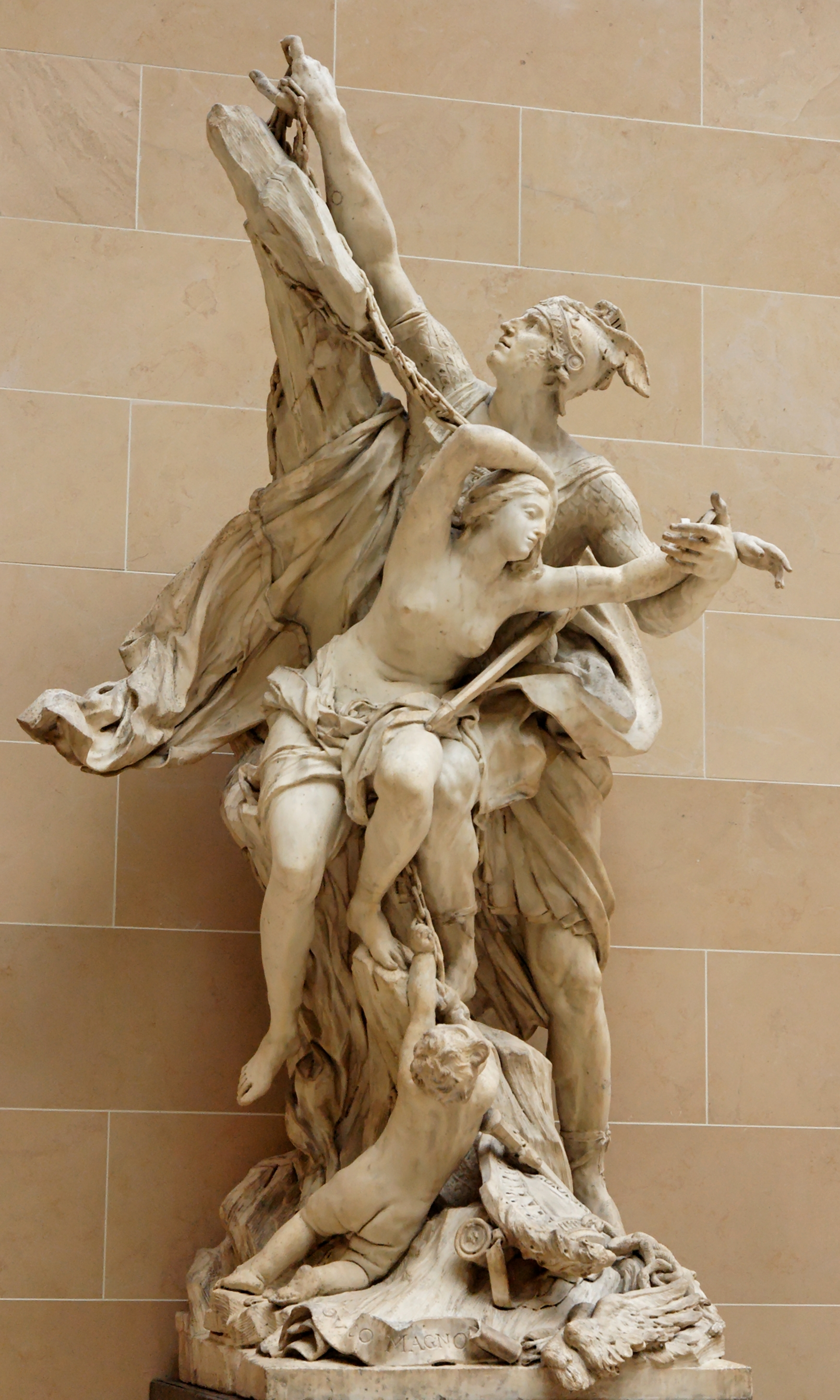
Perseo y Andrómeda por Pierre Puget

## Historia
Se sabe que Giambologna creó un grupo en bronce que representa un «rapto» que envió a Octavio Farnesio, duque de Parma, en 1579. La escultura muestra una iconografía escasa, sin accesorios ni símbolos convencionales. En ella se aprecia a un hombre desnudo, con los brazos doblados, llevando a una mujer, también desnuda, sin signos aparentes de lucha, sus movimientos parecen formar parte de un ballet con líneas de composición contrastadas. Basándose en este grupo, Giambologna talló en mármol, el gran grupo, poco después. En una carta del año 1579, Giambologna afirmaba que había elegido este tema para poder demostrar sus facultades:« ... fue elegido para dar campo de acción al conocimiento y al estudio del arte.» Para dar al grupo una mejor base, ya que estaba limitado por la necesidad de preservar la solidez total del bloque de mármol, el escultor colocó una tercera figura curvada hacia adentro, en la parte baja del bloque. Por lo que en esta segunda escultura se encuentran tres figuras entrelazadas en el espacio, el hombre vencido en el suelo, con las piernas dobladas hacia atrás, el ardiente romano, de pie con la espalda arqueada sosteniendo a la mujer, y ésta tratando de liberarse de un tirón violento. La geometría de líneas, el contraste de las expresiones y la variedad de volúmenes se combinaron para hacer del rapto una reflexión estética sobre la relación de las formas en el espacio.
El primer grupo, realizado en bronce, donde sólo se muestran dos figuras se conserva en el Museo Nacional de Capodimonte de Nápoles. Dos modelos de cera a escala pequeña de este trabajo, se encuentran actualmente en el Victoria and Albert Museum de Londres. Por último, un yeso del grupo con tres personajes y con la dimensión real de la escultura terminada, ejecutada en 1582, se conserva en la Galería de la Academia de Florencia. Posteriormente esta obra fue reproducida en numerosas ocasiones en pequeño formato, convirtiéndose en piezas buscadas por los coleccionistas.
La estatua, expuesta a los agentes naturales y a vándalos en 1971 y 1987 (un grupo de borrachos la agredió al escalarla para colocar una botella en la mano de la joven, causando daños considerables), ha necesitado un ciclo de restauraciones. Fue sometida a una restauración el año 2001 y desde entonces se llevó un control de sus condiciones de conservación. En 2007 se dieron cuenta de que el mármol no respondía satisfactoriamente a los agentes atmosféricos, a pesar de una sustancia protectora que se aplicaba a la estatua. En 2008, se terminaron los estudios, y con la opinión casi unánime de los técnicos se decidió el traslado de la obra a la Galería de la Academia y se colocó una copia en su lugar exterior.

## Descripción

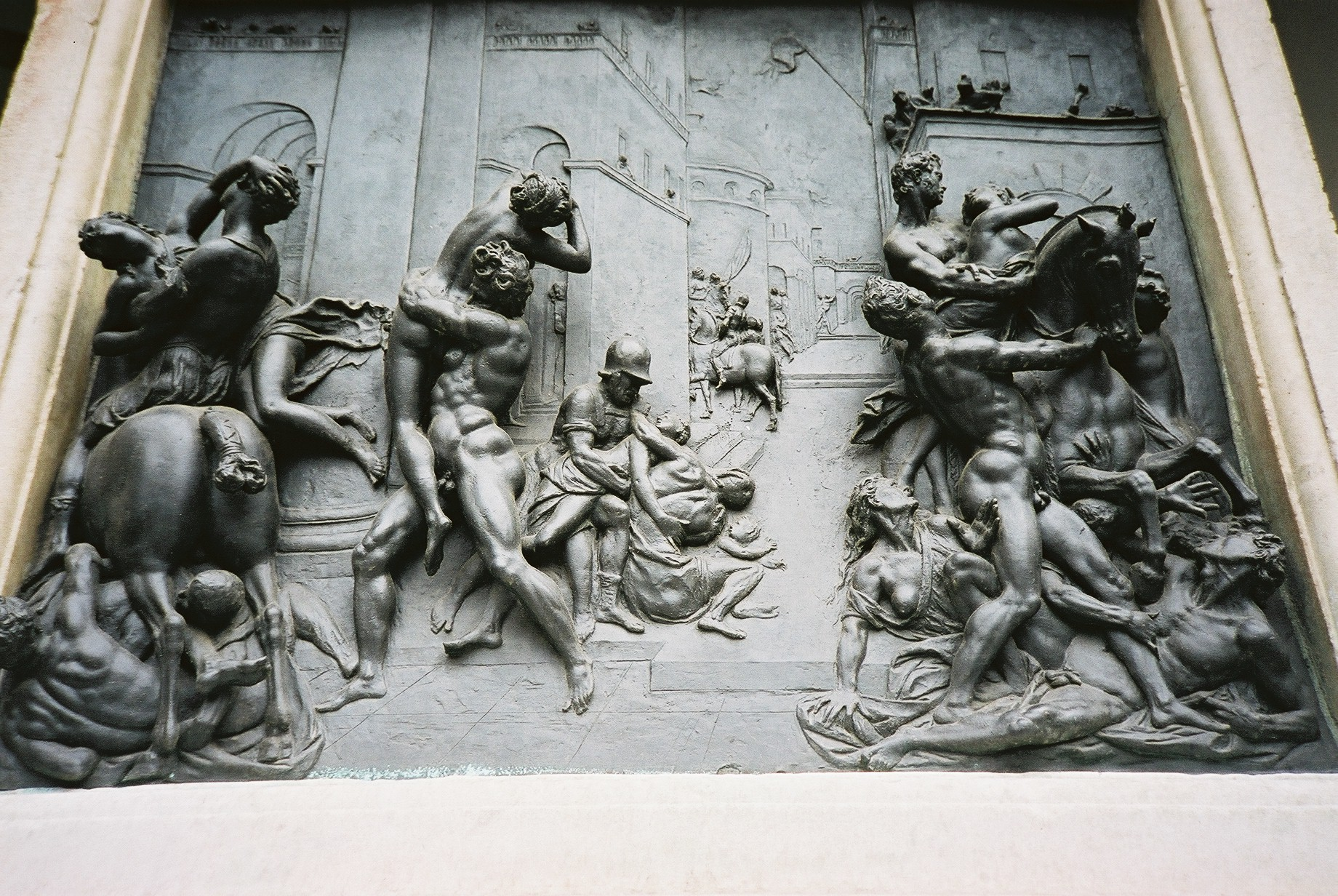
Relieve en el pedestal de la escultura.

El grupo escultórico mide 410 cm de altura, fue realizado en un solo bloque de mármol blanco y está compuesto por tres personajes desnudos: un hombre joven que levanta por encima de su cabeza a una mujer que parece luchar para desprenderse de su secuestrador, mientras, atrapado entre las piernas del joven, se encuentra un hombre viejo con muestras de desesperación; por esto la estatua es también conocida como «las tres edades del hombre». No hay tensión en los personajes, ni siquiera en la sabina secuestrada, y nada del grupo escultórico sobresale por fuera de la medida de la base del bloque. Las tres figuras están unidas psicológicamente por sus miradas y formalmente por la posición de sus cuerpos y miembros, dando la sensación de girar en torno de un eje central del que no pueden escapar.
En el pedestal está inserta una placa de bronce con escenas del rapto; las diferentes combinaciones posibles entre las figuras, en línea serpentinata, se repiten en diferentes tamaños, con diferentes profundidades de relieve y con un punto de vista central arquitectónico, y es donde se muestra mejor la iconografía del tema. Este bajorrelieve es similar al de que puso Benvenuto Cellini en el pedestal de su escultura del Perseo con la cabeza de Medusa. El trabajo está firmado con la inscripción: OPVS IOANNIS BOLONII FLANDRI MDLXXXII [Obra de Juan de Bolonia de Flandes, 1582].

## Tema
La obra muestra el episodio mitológico del «rapto de las sabinas» por parte de los fundadores de Roma. Según la leyenda la escasez de mujeres en Roma después de la fundación por Rómulo, hizo que las buscasen para formar familias entre el pueblo de los sabinos, los cuales se opusieron y no permitieron a sus mujeres que se casaran con los romanos, por lo que estos planearon su rapto durante un gran festival que Rómulo organizó, asistieron diferentes pueblos de la zona entre ellos los sabinos y durante esta fiesta los romanos raptaron a las sabinas. Para recuperar a las mujeres, el legendario rey sabino de Cures, Tito Tacio declaró la guerra a Roma, pero las mujeres ya casadas y con hijos, se interpusieron entre los combatientes y los sabinos desistieron de luchar. Después que se consiguió la paz, Tito Tacio se asoció con Rómulo, al cual concedió la mano de su hija Hersilia.
Demuestra la influencia sabina en la vida romana, las palabras de Plutarco:

Dura también hasta ahora el que la novia no pase por sí misma el umbral de la casa, sino que la introduzcan en volandas: porque entonces no entraron, sino que las llevaron por fuerza
Plutarco, Vidas paralelas, Rómulo XVI, XV

## Historia del nombre de la obra
Jan Bialostocki, en su ensayo denominado "Temas de Encuadre", trae a colación un fragmento del Riposo de Raffaello Borghini (1584) mediante el cual se puede advertir claramente cómo los "temas de encuadre" estaban presentes en el universo intelectual y el pensamiento de las gentes de todas las épocas. El texto en cuestión discurre acerca del interés que le suscitaban a Giambologna el motivo de las tres figuras en torsión y en actitud sumamente dramática. El "tema de encuadre" resulta ser el de un hombre que rapta la mujer de otro hombre. Decidió hacer una escultura con dicha temática, pero una vez terminada, no supo qué nombre adjudicarle, por lo que sus amigos, al divisar dicha obra, consideraron que el mejor que se le podía dar era "Rapto de la sabina", propuesta ideada por el propio Borghini.

## Análisis de la obra

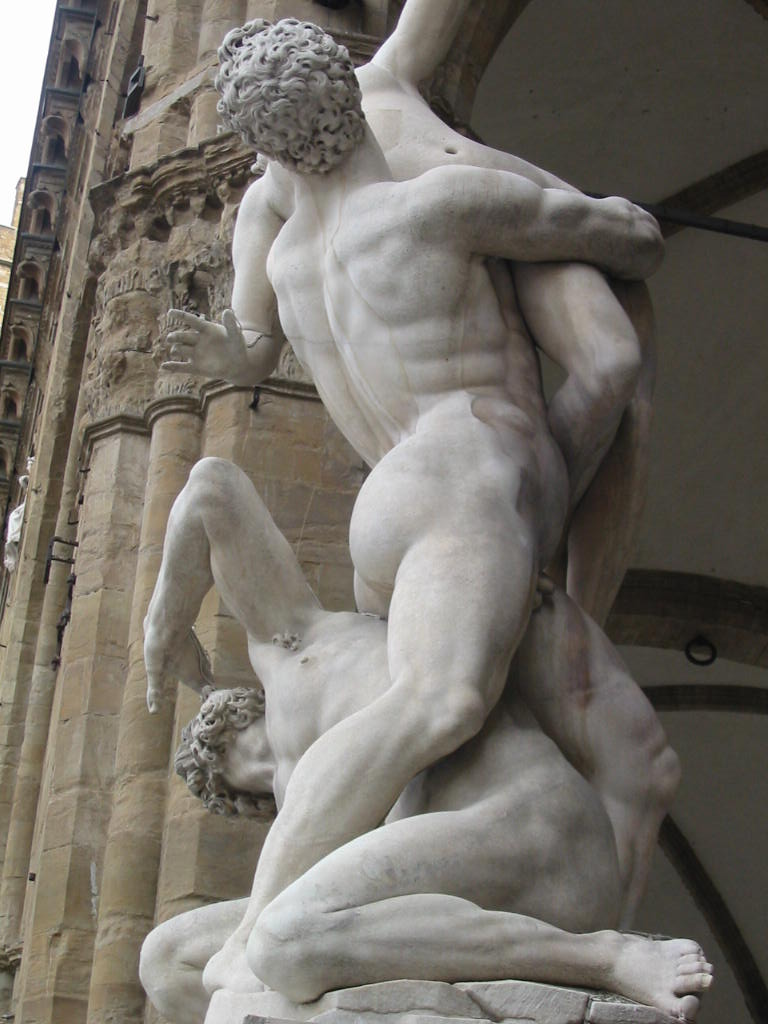
Detalle de la obra del Rapto de las Sabinas.

La obra del Rapto de las Sabinas es una hazaña en términos de técnica, demuestra que el autor estaba más preocupado por una composición más conceptual que narrativa con la gran dificultad que representa el grupo que está tallado en un solo bloque de mármol. El artista colocó en una base a tres personas, cuyos cuerpos están dispuestos en una línea serpentinata, e incluye una serie de espirales y remolinos en su composición.  Este grupo es un trabajo de arte manierista con las características propias de este movimiento: figuras alargadas con poses artificiales y la representación de opuestos naturales, como mujer-hombre, belleza y fealdad, juventud-vejez, victoria y derrota.
La composición de gran originalidad, es una contribución magistral a la solución de un problema estético que estaba en debate desde décadas antes y había sido presentado formalmente por Benedetto Varchi, en su obra Inchiesta (1546), relativo a la disputa sobre la superioridad de la escultura o de la pintura. Los defensores de la escultura argumentaron que era superior, pues podía ofrecer más de un punto de vista para el espectador, y Cellini comentó que una estatua ideal no debería tener menos de ocho ángulos satisfactorios.
Este debate fue la inauguración de una nueva forma de ver el diálogo entre el trabajo y el público, exigiendo una mayor participación, un seguimiento más activo en la contemplación de diversos ángulos, no sólo el plano frontal, como ocurre en la pintura. El Rapto de Giambologna, es una composición con movimiento helicoidal que puede ser visto desde cualquier ángulo, es decir obliga al espectador a girar alrededor del grupo escultórico para conseguir una visión total de la obra.  Esta tipología había sido propuesta por Leonardo da Vinci y explorada por Miguel Ángel en su escultura El Genio de la Victoria, aunque dejó la obra con una clara visión frontal, pero la pieza de Juan de Bolonia es la primera gran obra de arte en resolver satisfactoriamente todos los ángulos y ofrecer puntos de interés desde cualquier posición que se observe.

## Otras interpretaciones artísticas
Una de las leyendas romanas más inspiradoras en la historia del arte ha sido la del rapto de las sabinas, que a partir del renacimiento fue interpretado como un símbolo de la importancia del matrimonio para la continuidad de familias y culturas. Fue un raro ejemplo dentro del género de batallas, pero que a los artistas les permitió demostrar su saber en cuanto a composiciones y dominio de la anatomía artística. A continuación se recogen algunas de sus manifestaciones más relevantes:
- Pietro da Cortona, entre sus cuadros mitológicos, realizó en 1629 El rapto de las sabinas, que se encuentra en los Museos Capitolinos de Roma.
- Peter Paul Rubens pintó entre los años 1635 y 1640 una versión sobre este tema, que se encuentra en la National Gallery de Londres.
- Nicolás Poussin realizó dos obras: la primera, El rapto de las sabinas, entre 1634 y 1635, que se conserva en el Metropolitan Museum of Art de Nueva York. La segunda pintura fue La violación de las sabinas, realizada a continuación, entre 1636 y 1637. Aunque algunas figuras son muy similares, la arquitectura del fondo está más desarrollada en esta. Se encuentra en el Museo del Louvre.
- Por el pintor Johann Heinrich Schönfeld fueron realizadas dos pinturas con este mismo tema: una en 1633-1639 y la siguiente versión en 1640, ambas con el título El rapto de las sabinas y conservadas en el Museo del Hermitage de San Petersburgo.
- El pintor francés Jacques-Louis David realizó el tema con el título La intervención de las sabinas, representando el dramático momento en que las sabinas intervenienen para conseguir la paz entre los romanos, ya convertidos en sus maridos, y sus familiares sabinos; es del año 1799 y se encuentra en el Museo del Louvre.

| Obras con clara influencia de Giambologna         | Obras con clara influencia de Giambologna                    | Obras con clara influencia de Giambologna                    | Obras con clara influencia de Giambologna        | Obras con clara influencia de Giambologna         |
| ------------------------------------------------- | ------------------------------------------------------------ | ------------------------------------------------------------ | ------------------------------------------------ | ------------------------------------------------- |
|                                                   |                                                              |                                                              |                                                  |                                                   |
| Pietro da Cortona, 1629 en los Museos Capitolinos | Johann Heinrich Schönfeld, 1633-39 en el Museo del Ermitage. | Nicolás Poussin, 1634-1635 en el Metropolitan Museum of Art. | Nicolás Poussin, 1637–38 en el Museo del Louvre. | Jacques-Louis David, 1799 en el Museo del Louvre. |

- Pablo Picasso realizó varias versiones de El rapto de las sabinas entre 1962 y 1963, basándose en la pintura de Jacques-Louis David, y mostrando diversos momentos de la leyenda. La pintura que posee el Museo de Bellas Artes de Boston muestra un momento de crueldad entre la lucha de Rómulo y Tito Tacio, que ignoran la súplica de las mujeres y pisotean con el caballo a Hersilia y su hijo.[16]
- Stephen Vincent Benét, escritor de Estados Unidos, escribió un relato corto sobre el mito, The Sobbin’ Women, que más tarde fue adaptado para la película musical Siete novias para siete hermanos.
- En el año 2006, Eve Sussman realizó una película El rapto de las sabinas sin diálogos, que muestra el tema dentro de un contexto moderno.[17]